# Бадд, Генри
Генри Бадд (англ. Henry Budd, 1812, Norway House, Манитоба — 2 апреля 1875, Де-Па, Манитоба) — первый коренной американец, ставший англиканским священником, всю свою карьеру посвятил служению у коренных народов.

## Ранние годы
Родился в семье кри в Норвей-Хаусе на территории тогдашней колонии Ред-Ривер; юноша, первоначально названный Сакачувескам, был крещён и переименован в Генри Бадда (в честь своего наставника) англиканским миссионером преподобным Джоном Уэстом в 1822 году. Он посещал школу Церковного миссионерского общества, которую Уэст основал в месте, тогда известном как колония Ред-Ривер, на территории нынешней провинции Манитоба. Среди его сокурсников были Джеймс Сетти и Чарльз Пратт (Аскенутов).
Бадд вырос и получил образование у миссионеров, включая Уэста, Джорджа Харбриджа и Дэвида Джонса. Бадд вернулся в Нижний церковный округ (позже Сент-Эндрюс), чтобы помочь своей матери в 1828 году. Он устроился на работу в Компанию Гудзонова залива и в итоге женился на Бетси Уорк, дочери управляющего компании. После завершения контракта с Компанией Гудзонова залива Бадд и его жена купили ферму недалеко от великих порогов Ред-Ривер (также известна как Сент-Эндрюс). У них было шестеро детей: Генри, Джон, Элизабет и ещё три дочери.

## Карьера
В сентябре 1830 года Генри Бадд начал готовиться к рукоположению под руководством Уэста, хотя он не будет рукоположен в дьякона ещё два десятилетия. В 1837 году Бадд начал преподавать в церковной школе Святого Иоанна. В 1840 году миссионеры Джон Смитерст и Уильям Кокран попросили Бадда помочь им основать миссию кри в округе Камберленд-Хаус. Бадд, его жена и мать затем переехали в Паскояк (позже известный как Де-Па — The Pas), где они работали под минимальным церковным надзором до 1844 года. Бадд пытался сделать миссию самоокупаемой, знакомя коренные народы с методами ведения сельского хозяйства, которые раньше существовали за счёт охоты и рыбалки, и дополняли свой рацион торговлей мехами с компанией Гудзонова залива. Когда английский миссионер Джеймс Хантер прибыл в Де-Па, Бадд помог ему выучить язык и помогал с другими вопросами.
Епископ Дэвид Андерсон рукоположил Бадда в дьякона 22 декабря 1850 года, а в 1853 году рукоположил его в священники, а также освятил Церковь Христа, которую Бадд строил в Де-Па в течение предыдущего десятилетия, преодолев первоначальное сопротивление со стороны управляющего компании Гудзонова залива, а также некоторых вождей местных племён. После того, как Хантер уехал в 1854 году, Бадд продолжал использовать Де-Па в качестве базы, пока ему не было поручено основать миссию в Форт-де-ля-Корн, также на реке Саскачеван. Церковное миссионерское общество опубликовало некоторые из его журналов. Начиная с 1857 года, после обучения преподобного Генри Джорджа, который стал его преемником в Де-Па, Бадд переехал на север, в миссию Неповесин, где в течение десяти лет служил у равнинных кри Манитобы и Саскачевана. Там в 1864–1865 годах эпидемия скарлатины унесла жизни его жены, старшего сына и дочери, поэтому Бадд отправил ещё троих детей жить в Ред-Ривер, а сам продолжал свою работу, чему также мешали травмы, полученные при падении с лошади.
В 1867 году местный соответствующий комитет рекомендовал реклассифицировать Де-Па из миссионерской станции (четыре последовательных английских миссионера жаловались на отсутствие евангелизации по сравнению с пасторскими возможностями) в станцию, требующую местного пастора. Несмотря на опасения по поводу ухудшения положения миссии в его отсутствие и более низкую зарплату, которую он получал по сравнению с белыми миссионерами, Бадд вернулся в Де-Па.

## Смерть и память
Бадд, уважаемый за свои административные способности, а также красноречие на кри и английском языках, провёл последние восемь лет своей жизни в Де-Па (The Pas). Ему удалось восстановить заставу, хотя местная торговля мехом пришла в упадок. Там он умер от гриппа в 1875 году; на состояние здоровья повлияло и отчаяние вскоре после смерти одного из сыновей в 1874 году. Две дочери пережили Бадда, и о них позаботилось Церковное миссионерское общество.
Бадд перевёл Библию и Книгу общих молитв на язык кри. Согласно его биографии, опубликованной в 1920 году, по крайней мере один христианин из числа коренных народов вспоминает, что смерть Бадда была более горестна для него, чем кончина его собственного отца.
Канадский календарь святых Англиканской церкви Канады вспоминает Бадда в годовщину его смерти, 2 апреля.
Колледж служения Генри Бадда, богословский колледж епархии Брэндона, занимающийся образованием коренных народов, метисов и других лиц для служения, расположен в Де-Па.